# Michel Knuysen
Michel Knuysen, né le 25 octobre 1929 à Wijnegem et mort le 6 mai 2013, est un rameur d'aviron belge.

## Carrière
Michel Knuysen participe aux Jeux olympiques de 1952 à Helsinki et remporte la médaille d'argent en deux sans barreur avec Robert Baetens.